# Rio Verde (Paraná)
O rio Verde é um curso de água que banha o estado do Paraná. Nasce e tem foz integralmente no município de Ponta Grossa. É afluente do rio Pitangui .